# Lista de atores que interpretaram Jesus no cinema e na televisão
Esta é uma lista de atores que interpretaram Jesus Cristo no cinema e na televisão, em ordem alfabética pelo prenome.

## Lista
| Ator                   | Obra                                 | Ano da obra | País de origem da obra                | Observações                          |
| ---------------------- | ------------------------------------ | ----------- | ------------------------------------- | ------------------------------------ |
| Aviv Alush             | A Cabana                             | 2017        | Estados Unidos                        |                                      |
| Adam Greaves-Neal      | O Jovem Messias                      | 2016        | Estados Unidos                        |                                      |
| Brian Deacon           | Jesus                                | 1979        | Estados Unidos                        |                                      |
| Bruce Marchiano        | Apostle Peter and the Last Supper    | 2012        | Estados Unidos                        |                                      |
| Bruno Cariati          | Maria - Mãe do Filho de Deus         | 2003        | Brasil                                |                                      |
| Cameron Mitchell       | The Robe                             | 1953        | Estados Unidos                        |                                      |
| Carlos Thiré           | A Diarista                           | 2004        | Brasil                                | Episódio "Aquele da Regressão", 2004 |
| Chris Sarandon         | The Day Christ Died                  | 1980        | Estados Unidos                        |                                      |
| Christian Bale         | Mary, Mother of Jesus                | 1999        | Estados Unidos                        |                                      |
| Claude Heater          | Ben-Hur                              | 1959        | Estados Unidos                        |                                      |
| Claude Payton          | Ben-Hur                              | 1925        | Estados Unidos                        |                                      |
| Cliff Curtis           | Ressurreição                         | 2016        | Estados Unidos                        |                                      |
| Dênis Derkian          | A Última Semana                      | 1996        | Brasil                                |                                      |
| Diogo Morgado          | A Bíblia                             | 2013        | Estados Unidos                        |                                      |
| Diogo Morgado          | O Filho de Deus                      | 2014        | Estados Unidos                        |                                      |
| Donald Sutherland      | Johnny Got His Gun                   | 1971        | Estados Unidos                        |                                      |
| Donizetti Vago         | A Vida de Jesus Cristo               | 1971        | Brasil                                | Jesus jovem                          |
| Dudu Azevedo           | Apocalipse                           | 2017        | Brasil                                |                                      |
| Dudu Azevedo           | Jesus                                | 2018        | Brasil                                |                                      |
| Dudu Azevedo           | Gênesis                              | 2021        | Brasil                                |                                      |
| Enrique Irazoqui       | O Evangelho segundo São Mateus       | 1964        | Itália                                |                                      |
| Evan Peters            | American Horror Story: Cult          | 2017        | Estados Unidos                        |                                      |
| Ewan McGregor          | Last Days in the Desert              | 2016        | Estados Unidos                        |                                      |
| Fábio Malosso          | Nos Passos do Mestre                 | 2016        | Brasil                                |                                      |
| Flávio Rocha           | Milagres de Jesus                    | 2014        | Brasil                                |                                      |
| Franco Nero            | The Visitor                          | 1979        | Itália · Estados Unidos               |                                      |
| Georges Méliès         | Le Christ marchant sur les flots     | 1899        | França                                |                                      |
| Glenn Carter           | Jesus Christ Superstar               | 2000        | Estados Unidos                        |                                      |
| Gregori Chmara         | I.N.R.I.                             | 1923        | Alemanha                              |                                      |
| Gregório Duvivier      | A Primeira Tentação de Cristo        | 2019        | Brasil                                |                                      |
| H. B. Warner           | The King of Kings                    | 1927        | Estados Unidos                        |                                      |
| Haaz Sleiman           | Killing Jesus                        | 2015        | Estados Unidos                        |                                      |
| Helmir Valvassori      | A Vida de Jesus Cristo               | 1971        | Brasil                                |                                      |
| Henry Ian Cusick       | O Evangelho Segundo João             | 2003        | Reino Unido · Canadá · Estados Unidos |                                      |
| Howard Gaye            | Intolerância                         | 1916        | Estados Unidos                        |                                      |
| James Caviezel         | A Paixão de Cristo                   | 2004        | Estados Unidos                        |                                      |
| James Farentino        | O Quarto Sábio                       | 1985        | Estados Unidos                        |                                      |
| Jeffrey Hunter         | O Rei dos Reis                       | 1961        | Estados Unidos                        |                                      |
| Jeremy Davies          | American Gods                        | 2017        | Estados Unidos                        |                                      |
| Jeremy Sisto           | Jesus                                | 1999        | Estados Unidos                        |                                      |
| John Hassberger        | The Thorn                            | 1974        | Estados Unidos                        |                                      |
| John Drew Barrymore    | Ponzio Pilato                        | 1962        | Itália · França                       |                                      |
| John Rubinstein        | In Search of Historic Jesus          | 1979        | Estados Unidos                        |                                      |
| Joseph Mawle           | The Passion                          | 2008        | Reino Unido                           |                                      |
| Jürgen Prochnow        | A Sétima Profecia                    | 1988        | Estados Unidos                        |                                      |
| Kenneth Colley         | A Vida de Brian                      | 1979        | Reino Unido                           |                                      |
| Luigi Baricelli        | Maria - Mãe do Filho de Deus         | 2003        | Brasil                                |                                      |
| Matthew Modine         | Mary                                 | 1931        | Alemanha · Estados Unidos             |                                      |
| Maurício Gonçalves     | O Auto da Compadecida                | 2000        | Brasil                                |                                      |
| Max von Sydow          | A Maior História de Todos os Tempos  | 1965        | Estados Unidos                        |                                      |
| Mussum                 | Os Trapalhões no Auto da Compadecida | 1987        | Brasil                                |                                      |
| Phil Caracas           | Jesus Christ Vampire Hunter          | 2001        | Canadá                                |                                      |
| Ralph Fiennes          | The Miracle Maker                    | 2000        | Reino Unido · Rússia · Estados Unidos |                                      |
| Robert Henderson-Bland | From the Manger to the Cross         | 1912        | Estados Unidos                        |                                      |
| Robert Le Vigan        | Golgotha                             | 1935        | França                                |                                      |
| Robert Powell          | Jesus de Nazaré                      | 1977        | Itália · Reino Unido                  |                                      |
| Robert Wilson          | I Beheld His Glory                   | 1954        | Estados Unidos                        |                                      |
| Robert Wilson          | Day of Triumph                       | 1954        | Estados Unidos                        |                                      |
| Robin Hughes           | Quo Vadis                            | 1951        | Estados Unidos                        |                                      |
| Rodrigo Santoro        | Ben-Hur                              | 2016        | Estados Unidos                        |                                      |
| Roy Mangano            | Barrabás                             | 1961        | Itália                                |                                      |
| Ted Neeley             | Jesus Cristo Superstar               | 1973        | Reino Unido                           |                                      |
| Victor Garber          | Godspell                             | 1973        | Estados Unidos                        |                                      |
| Willem Dafoe           | A Última Tentação de Cristo          | 1988        | Canadá · Estados Unidos               |                                      |
| Wilson Grey            | Gordos e Magros                      | 1976        | Brasil                                |                                      |
| Zalman King            | The Passover Plot                    | 1976        | Israel · Estados Unidos               |                                      |
| Zózimo Bulbul          | A Compadecida                        | 1969        | Brasil                                |                                      |